# Ampelisca antennata
Ampelisca antennata är en kräftdjursart. Ampelisca antennata ingår i släktet Ampelisca och familjen Ampeliscidae. Inga underarter finns listade i Catalogue of Life.